# Austrochrysa
Austrochrysa is een geslacht van insecten uit de familie van de gaasvliegen (Chrysopidae), die tot de orde netvleugeligen (Neuroptera) behoort.

## Soorten
- A. abnormis (Albarda, 1881)
- A. apoana (Banks, 1937)
- A. hexasticha (Gerstäcker, 1894)
- A. leucoptera (Esben-Petersen, 1926)
- A. loriana (Navás, 1929)
- A. samoana Esben-Petersen, 1928